# Tadeusz Ciecierski (wojskowy)
Tadeusz Seweryn Stefan Stanisław Ciecierski (ur. 21 kwietnia 1892 w Bachorzy, zm. w kwietniu 1965 w Grasse) – podpułkownik kawalerii Wojska Polskiego, kawaler Orderu Virtuti Militari.

## Życiorys
Urodził się 21 kwietnia 1892 w folwarku Bachorza, w ówczesnym powiecie sokołowskim guberni siedleckiej, w rodzinie Stefana Wacława Dominika herbu Rawicz (1862–1935) i Marii z Doria-Dernałowiczów herbu Lubicz (1864–1935). Był bratem Zofii (1890–1964), żony Zygmunta Chamca, Stefana (1894–1981), kapitana pilota Polskich Sił Powietrznych w Wielkiej Brytanii, Marii (ok. 1898–1927), żony Stanisława de Hening-Michaelisa, Jadwigi (ok. 1900–1976), żony Stanisława Epsteina, i Ewy Afry (1903–1978), zamężnej z Tadeuszem Wierusz-Kowalskim (1901–1958).
W 1912 ukończył naukę i zdał maturę w gimnazjum w Warszawie. W tym samym roku wstąpił do armii rosyjskiej jako wolontariusz. We wrześniu 1913, po zwolnieniu z wojska w stopniu chorążego rezerwy, wrócił do Warszawy i rozpoczął studia na Wydziale Rolnym Towarzystwa Kursów Naukowych.
W maju 1914 został powołany na ośmiotygodniowe ćwiczenia rezerwy, a w lipcu tego roku zmobilizowany. W czasie I wojny światowej walczył w szeregach 4 mariupolskiego pułku huzarów. 2 sierpnia 1914 w Prusach Wschodnich został ciężko ranny. Po sześciomiesięcznej kuracji wrócił do pułku i walczył z Niemcami do rewolucji październikowej. Następnie wstąpił do I Korpusu Polskiego w Rosji i został wcielony do 1 pułku ułanów. W 1918, po demobilizacji korpusu, wrócił do Warszawy.
W listopadzie 1918 wziął udział w rozbrajaniu Niemców, a następnie wstąpił do 1 pułku ułanów krechowieckich. W szeregach tego oddziału służył nieprzerwanie do 1925 i walczył na wojnie z bolszewikami.
W 1924 ukończył kurs w Szkole Samochodów Pancernych w Saumur we Francji. W listopadzie 1925 został zatwierdzony na stanowisku dowódcy 1 szwadronu samochodów pancernych w Grodnie z równoczesnym przeniesieniem z 1 do 10 pułku ułanów. W lutym 1927 został przeniesiony do 1 pułku ułanów z równoczesnym przeniesieniem do kadry oficerów kawalerii i przydziałem do Szkoły Czołgów i Samochodów Pancernych na stanowisko wykładowcy. W grudniu 1927 został przeniesiony do 1 pułku ułanów na stanowisko zastępcy dowódcy pułku. Z dniem 30 listopada 1928 został przeniesiony w stan spoczynku.
Po zwolnieniu z wojska osiadł w Ostrożanach, gdzie prowadził gospodarstwo rolne. Zmarł w kwietniu 1965 w Grasse we Francji.
Był żonaty z Anielą z Godlewskich herbu Gozdawa, ps. „Gozdawa” (1905–1978), uczestniczką powstania warszawskiego, z którą miał syna Antoniego Baltazara Kazimierza, ps. „Ciecieruk” (1928–1997), żołnierza Narodowych Sił Zbrojnych, powstańca warszawskiego.

## Ordery i odznaczenia
- Krzyż Srebrny Orderu Wojskowego Virtuti Militari nr 2567[1] – 1921[13]
- Złoty Krzyż Zasługi – 10 listopada 1938 „za zasługi w służbie wojskowej”[14][15]
- Krzyż Walecznych trzykrotnie[16]
- Medal Zwycięstwa[16]
- Order Świętej Anny 4 stopnia z napisem na szabli „Za odwagę” – 13 sierpnia?/26 sierpnia 1915[4]